# Inkhundla Shiselweni II
L'Inkhundla Shiselweni II è uno dei quattordici tinkhundla del distretto di Shiselweni, nell'eSwatini.

## Geografia antropica

### Suddivisioni amministrative
L'Inkhundla è suddiviso nei 7 seguenti imiphakatsi: Embheka, Mahlalini, Makhwelela, Mbabala, Mkhitsini, Mphangisweni, Sikhotseni.